# Limp Bizkit
Limp Bizkit er et amerikansk nu metal band. Dens oprindelige lineup bestod af Fred Durst (vokal), Wes Borland (guitar), Sam Rivers (bass), John Otto (trommer) og DJ Lethal (pladespillere, prøver og programmering). Deres arbejde er præget af Dursts aggressivitet, vred lyrik og Borlands soniske eksperimenter og udarbejdelse at det visuelle udseende, som omfatter ansigt og kropsmaling, masker og uniformer samt bandets kunstfærdige liveshows. Bandet har været nomineret til 3 Grammy Awards og har solgt over 40 millioner plader på verdensplan.
Dannet i 1994, Limp Bizkit blev populær da de spillede i Jacksonvilles undergrundsscene i slutningen af 1990'erne, og underskrev en pladekontrakt med Flip Records – et datterselskab af Interscope, som udgav deres debutalbum, Three Dollar Bill, Yall (1997). Bandet opnåede mainstream succes med deres andet og tredje studiealbum, Significant Other (1999) og Chocolate Starfish and the Hot Dog Flavored Water (2000), selv om denne succes blev præget af en række kontroverser omkring deres optræden på Woodstock '99 og Big Day Out festivalen i 2001.
Borland forlod bandet i 2001, men Durst, Rivers, Otto og Lethal fortsatte med lave ny musik
og turné med guitaristen Mike Smith. Efter udgivelsen af deres album Results May Vary (2003) genindtrådte Borland i bandet igen og medvirkede på The Unquestionable Truth (Part 1) (2005) med Durst, Rivers, Lethal og trommeslageren Sammy Siegler inden bandet valgte at holde en længerevarende pause. I 2009 blev bandets oprindelige lineup genforenet og begyndte turnere, hvilket kulminerede med indspilningen af albummet Gold Cobra (2011), hvorefter de forlod Interscope og senere underskrev kontrakt med Cash Money Records, men DJ Lethal blev bedt om at forlade bandet snart efter. De er i øjeblikket ved at indspille deres syvende studiealbum, Stampede of the Disco Elephants, som forventes udgivet i januar 2014.

## Biografi
Limp Bizkit blev dannet i 1994 i Jacksonville, Florida af Fred Durst på vokal og Sam Rivers på bass. Rivers præsenterede Fred Durst sin fætter, John Otto, en ukendt trommeslager i Florida. De tre begyndte at spille sammen. I 1996 blev Wes Borland, en guitarist fra Florida og DJ Lethal, der var tidligere medlem af rap-gruppen House of Pain medlem. Bandet blev optaget af KoЯn i forbindelse med en koncert i Jacksonville, det førte til at KoЯn hjalp bandet med at få en pladekontrakt.
I 1997 udgav de deres første album Three Dollar Bill, Yall. Albummet gjorde Limp Bizkit til et kendt navn, indefor rap metal-musikken. To år senere, i 1999 udgav de deres andet album, Significant Other der solgte 643.874 eksemplarer i den første salgssuge.
Wes Borland forlod bandet i oktober 2001, da Limp Bizkit havde holdt guitar prøver rundt omkring i USA, og da de ikke havde fundet en anden i stedet for Wes Borland, begyndte de at lave et album uden en guitarist. Da albummet næsten var færdigt kom Mike Smith i 2002 med for at gøre albummet færdigt, Mike Smith spillede sammen med bandet til 2004. I år 2005 vendte Wes Borland tilbage til bandet for at indspille et nyt album The Unquestionable Truth (Part 1).

## Diskografi

### Album
- 1997 – Three Dollar Bills, Yall$
- 1999 – Significant Other
- 2000 – Chocolate Starfish And The Hot Dog Flavoreded Water
- 2003 – Results May Vary
- 2005 – The Unquestionable Truth (Part 1)
- 2011 – Gold Cobra
- 2021 – Still Sucks